# Tompkins County
Tompkins County ist ein County im Bundesstaat New York der Vereinigten Staaten. Bei der Volkszählung im Jahr 2020 hatte das County 105.740 Einwohner und eine Bevölkerungsdichte von 86,0 Einwohner pro Quadratkilometer. Der Verwaltungssitz (County Seat) ist Ithaca. Ithaca beheimatet die Cornell University.

## Geographie
Das County hat eine Fläche von 1.273,1 Quadratkilometern, wovon 43,8 Quadratkilometer Wasserfläche sind. Es wird vom Office of Management and Budget zu statistischen Zwecken als Ithaca, NY Metropolitan Statistical Area geführt.

### Umliegende Gebiete
| Seneca County   | Cayuga County               | Cortland County |
| Schuyler County |                             | Cortland County |
| Chemung County  | Chemung County Tioga County | Tioga County    |

## Geschichte
Das County hat seinen Namen nach Daniel D. Tompkins, einem früheren Gouverneur New Yorks und Vizepräsidenten der Vereinigten Staaten. Es wurde am 7. April 1817 gegründet.

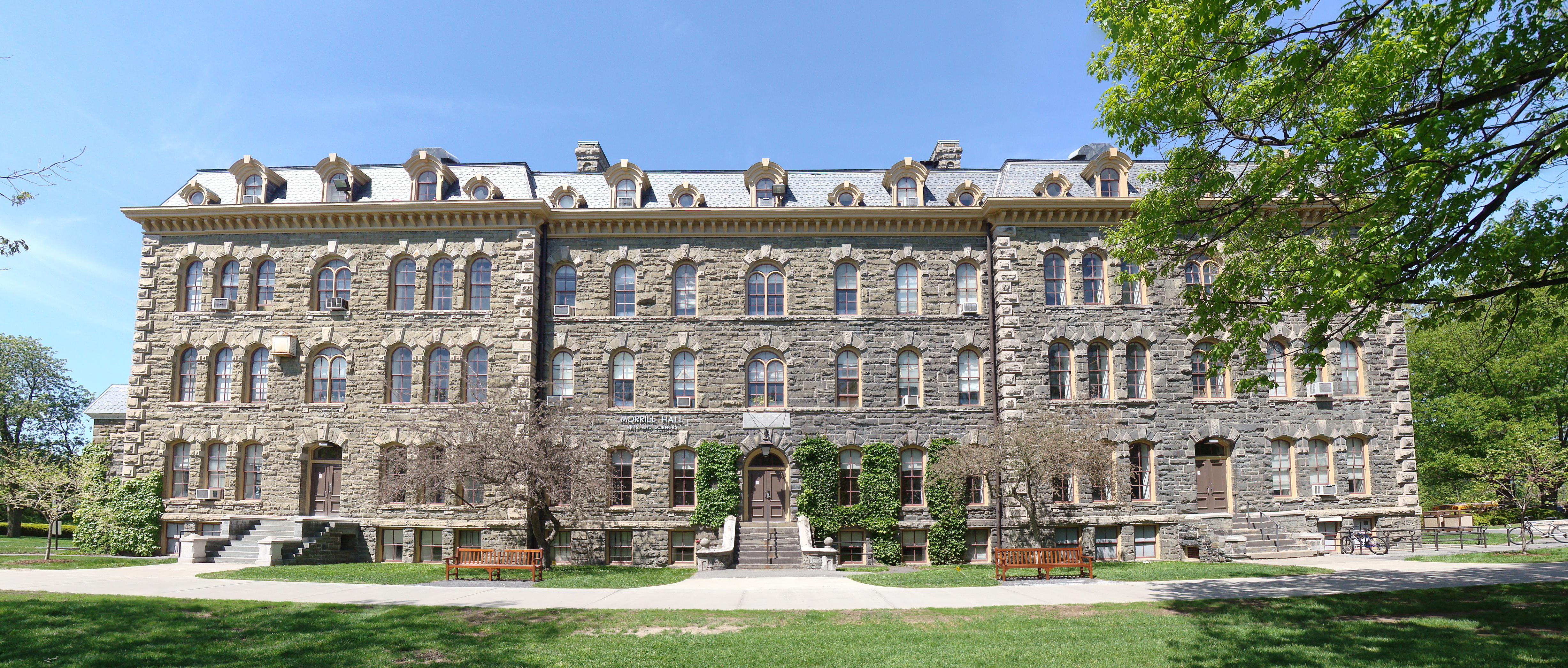
Die Morrill Hall (2009)

Ein Ort im County hat den Status einer National Historic Landmark, die Morrill Hall auf dem Campus der Cornell University. 58 Bauwerke und Stätten des Countys sind insgesamt im National Register of Historic Places eingetragen (Stand 21. Februar 2018).

### Einwohnerentwicklung
| Jahr      | 1800   | 1810    | 1820    | 1830   | 1840   | 1850   | 1860   | 1870   | 1880   | 1890   |
| --------- | ------ | ------- | ------- | ------ | ------ | ------ | ------ | ------ | ------ | ------ |
| Einwohner | –      | –       | 20.681  | 35.545 | 37.948 | 38.746 | 31.409 | 33.178 | 34.445 | 32.923 |
| Jahr      | 1900   | 1910    | 1920    | 1930   | 1940   | 1950   | 1960   | 1970   | 1980   | 1990   |
| Einwohner | 33.830 | 33.647  | 35.285  | 41.490 | 42.340 | 59.122 | 66.164 | 77.064 | 87.085 | 94.097 |
| Jahr      | 2000   | 2010    | 2020    | 2030   | 2040   | 2050   | 2060   | 2070   | 2080   | 2090   |
| Einwohner | 96.501 | 101.793 | 105.740 |        |        |        |        |        |        |        |

## Städte und Ortschaften
Zusätzlich zu den unten angeführten selbständigen Gemeinden gibt es im Tompkins County mehrere villages.
| Ortschaft   | Status | Einwohner (2010) | Gesamte Fläche [km²] | Landfläche [km²] | Bevölkerungsdichte [Einwohner / km²] | Gründung      | Besonderheit                                             |
| ----------- | ------ | ---------------- | -------------------- | ---------------- | ------------------------------------ | ------------- | -------------------------------------------------------- |
| Caroline    | town   | 3.282            | 142,2                | 141,8            | 23,1                                 | 22. Feb. 1811 |                                                          |
| Danby       | town   | 3.329            | 139,3                | 138,7            | 24,0                                 | 22. Feb. 1811 |                                                          |
| Dryden      | town   | 14.435           | 244,3                | 242,5            | 59,5                                 | 22. Feb. 1803 |                                                          |
| Enfield     | town   | 3.512            | 95,4                 | 95,1             | 36,9                                 | 16. März 1821 |                                                          |
| Groton      | town   | 5.950            | 128,3                | 128,0            | 46,5                                 | 7. Apr. 1817  | Gründungsname: Division; umbenannt am 13. März 1818      |
| Ithaca City | city   | 30.014           | 15,7                 | 14,0             | 2143,9                               | 2. Apr. 1821  | County Seat; Gründung als Village; zur City ernannt 1888 |
| Ithaca Town | town   | 19.930           | 78,4                 | 75,0             | 265,7                                | 16. März 1821 |                                                          |
| Lansing     | town   | 11.033           | 181,1                | 156,7            | 70,4                                 | 7. Apr. 1817  |                                                          |
| Newfield    | town   | 5.179            | 152,7                | 152,4            | 34,0                                 | 22. Feb. 1811 | Gründungsname: Cayuta; umbenannt am 29. März 1822        |
| Ulysses     | town   | 4.900            | 95,6                 | 85,2             | 57,5                                 | 5. März 1799  |                                                          |